# Rearviewmirror
"Rearviewmirror" is een nummer van de Amerikaanse band Pearl Jam. Het nummer verscheen als de achtste track op hun album Vs. uit 1993.

## Achtergrond
"Rearviewmirror" is geschreven door zanger Eddie Vedder, alhoewel de gehele band als componist wordt aangewezen, en geproduceerd door Brendan O'Brien in samenwerking met de band. Het was een van de eerste nummers waarop Vedder op gitaar te horen is. Slaggitarist Stone Gossard vertelde dat de band het nummer speelde "exact zoals hij het schreef". Leadgitarist Mike McCready experimenteerde op het nummer met een e-bow. Aan het eind van de opname gooit drummer Dave Abbruzzese zijn drumstokken gefrustreerd tegen de muur; producer O'Brien zette hem tijdens de opname te veel onder druk. Ook sloeg hij een gat in zijn kleine trom en gooide hij deze van een klif.
Vedder vertelde over de tekst van "Rearviewmirror": "We starten met de muziek en dit wordt voortbewogen door de tekst. Het voelde alsof ik in een auto zat en een slechte situatie verliet. Er zit emotie in. Ik kan me al die keren waarop ik weg wilde herinneren..." Vedder werkte tot de laatste dag van de opnamen van Vs. aan zijn vocalen op het nummer, aangezien hij het te "catchy" vond.
"Rearviewmirror" is de naamgever van het tweede verzamelalbum van Pearl Jam, rearviewmirror (Greatest Hits 1991–2003), verschenen in 2004. Daarnaast stond het ook op verschillende livealbums van de band. Het werd gebruikt in een aflevering van de televisieserie Cold Case. Tevens werd het in 1995 gecoverd door The Frogs op de B-kant van de Pearl Jam-single "Immortality".

## NPO Radio 2 Top 2000
| Nummer met noteringen in de NPO Radio 2 Top 2000 | '19  | '20  | '21  | '22  | '23  | '24  |
| ------------------------------------------------ | ---- | ---- | ---- | ---- | ---- | ---- |
| Rearviewmirror                                   | 1652 | 1688 | 1832 | 1711 | 1816 | 1949 |

1. ↑  Een vetgedrukt getal geeft de hoogste notering aan.
2. ↑  2019 was het eerste jaar met een notering voor dit nummer.